# Großer Bärenstein
Großer Bärenstein je 327 m vysoká stolová hora v Děčínské vrchovině v oblasti Saského Švýcarska ve spolkové zemi Sasko na území obce Struppen. Spolu se sousední stolovou horou Kleiner Bärenstein tvoří masiv Bärensteine.

## Přírodní poměry
Großer Bärenstein leží na levém břehu řeky Labe asi 2,5 km západně od městečka Rathen. Na úpatí zalesněných stolových hor jsou zemědělské plochy využívané zemědělci z místní části Weißig. Na Großer Bärensteinu se nalézá několik horolezecky využívaných skal. Vrchol je rozdělen na dvě části. Severní strana poskytuje výhledy na Stadt Wehlen a do údolí Labe směrem k Pirně, z jižní nebo východní strany jsou výhledy na pevnost pevnost Königstein a na stolové hory mezi Papststeinem a Schrammsteine. Nachází se na území Chráněné krajinné oblasti Saské Švýcarsko.